# Malvor-Bottecchia
Malvor-Bottecchia was een Italiaanse wielerploeg die actief was van 1980 tot 1990 en bestuurd werd door Dino Zandegu. De ploeg kwam voort uit Mecap-Hoonved, dat in 1978 en 1979 in het peloton rondreed. Oorspronkelijk heette de ploeg Hoonved-Bottecchia van 1980 tot 1982. De hoofdsponsor Hoonved is een Italiaans producent van vaatwasmachines. Bicicletta Bottecchia is een Italiaans fietsmerk.

## Belangrijkste renners
- Vittorio Algeri 1981
- Stefano Allocchio 1985–1986, 1989
- Franco Ballerini 1989
- Mario Beccia 1979–1980, 1982–1986, 1988
- Emanuele Bombini 1981–1983
- Silvano Contini 1988–1989
- Alvaro Crespi 1978–1980
- Acácio da Silva 1984–1986
- Gianni Faresin 1988–1990
- Giorgio Furlan 1989
- Mauro Gianetti 1987
- Daniel Gisiger 1982–1983
- Flavio Giupponi 1989
- Czesław Lang 1989
- Marco Lietti 1988–1989
- Giovanni Mantovani 1980–1981, 1984
- Lech Piasecki 1989
- Giuseppe Saronni 1989
- Dietrich Thurau 1981–1982
- Rik Van Linden 1982

## Belangrijkste overwinningen
- 1980: Drie ritten in de Ronde van Italië 1980 met Dante Morandi en Giovanni Mantovani (2); rit en eindklassement in de Ronde van Zwitserland met Mario Beccia.
- 1982: Waalse Pijl met Mario Beccia.